# Curzay-sur-Vonne
Curzay-sur-Vonne – miejscowość i gmina we Francji, w regionie Nowa Akwitania, w departamencie Vienne.
Według danych na rok 1990 gminę zamieszkiwało 460 osób, a gęstość zaludnienia wynosiła 28 osób/km² (wśród 1467 gmin regionu Poitou-Charentes, Curzay-sur-Vonne plasuje się na 582. miejscu pod względem liczby ludności, natomiast pod względem powierzchni na miejscu 520.).